# 日立市民運動公園
日立市民運動公園（ひたちしみんうんどうこうえん）は、茨城県日立市中成沢町・東成沢町にある運動施設の総称。
以下の施設で構成されている。
- 日立市民運動公園野球場
- 日立市民運動公園陸上競技場
- 日立市市民運動公園テニスコート
- 日立市 池の川さくらアリーナ